# 葉山郵便局
葉山郵便局（はやまゆうびんきょく）
- 神奈川県三浦郡葉山町にある郵便局。本記事にて記述する。
- 高知県高岡郡津野町にある郵便局。局番号は64029。

葉山郵便局（はやまゆうびんきょく）は神奈川県三浦郡葉山町にある郵便局。民営化前の分類では集配普通郵便局であった。

## 概要
住所：〒240-0199 神奈川県三浦郡葉山町一色965-1

## 沿革
- 1873年（明治6年）6月 - 堀内郵便取扱所として開設[1]。
- 1875年（明治8年）1月1日 - 堀内郵便局（五等）となる。
- 1884年（明治17年）6月30日 - 廃止。
- 1892年（明治25年）9月16日 - 堀内郵便局（三等）として再設置。
- 1893年（明治26年）4月1日 - 葉山郵便局に改称。同日、為替・貯金取扱を開始。
- 1901年（明治34年）8月11日 - 葉山郵便電信局となる。
- 1903年（明治36年）4月1日 - 通信官署官制の施行に伴い葉山郵便局となる。
- 1964年（昭和39年）6月21日 - 電話交換、和文電報配達、欧文電報受付・配達、国際電報受付・配達の各業務を、葉山電話局および逗子電報電話局に移管[2]。
- 1966年（昭和41年）4月16日 - 特定郵便局から普通郵便局に局種別改定。
- 1973年（昭和48年）4月16日 - 風景入通信日付印の使用を開始。
- 1974年（昭和49年）9月 - 局舎落成。
- 1999年（平成11年） - 外国通貨の両替および旅行小切手の売買に関する業務取扱を開始。
- 2007年（平成19年）10月1日 - 民営化に伴い、併設された郵便事業葉山支店に一部業務を移管。
- 2012年（平成24年）10月1日 - 日本郵便株式会社発足に伴い、郵便事業葉山支店を葉山郵便局に統合。

## 取扱内容
- 郵便、印紙、ゆうパック、内容証明
- 貯金、為替、振替、振込、国際送金、外貨両替・トラベラーズチェック、国債、投資信託
- 生命保険、バイク自賠責保険、自動車保険
- 宝くじの販売
- ゆうちょ銀行ATM
- 「240-01xx」区域（三浦郡葉山町の全域、横須賀市の一部）の集配業務
- ゆうゆう窓口

## 周辺
- 葉山町立一色小学校
- そうてつローゼン 葉山店
- 国道134号

## アクセス
- 京浜急行バス 一色小学校停留所もしくは一色住宅停留所下車
- 横浜横須賀道路 逗子ICから、逗葉新道経由、南西へ約6km
- 駐車場あり：9台